# 本多豬四郎
本多豬四郎（1911年5月7日—1993年2月28日），是日本當時著名的特攝電影導演之一，代表作為1954年出品的《哥吉拉》，1971年出品的《归来的奥特曼》

## 生平
1933年從日本大學藝術學部電影學部畢業，加入了PCL(為東寶前身)，擔任前輩山本嘉次郎和成瀨巳喜男的助手，之後認識了朋友黑澤明和谷口千吉。進入公司時曾三度徵招當兵，226事件爆發後被招去滿洲國，兩年後回到日本加入步兵隊參與中日戰爭。戰後，本多聞知全家人的死訊，悲痛萬分，1946年在開車時目睹在廣島被原子彈侵襲後的慘況，受到了強大的衝擊。1949年在大導演黑澤明的《野良犬》曾擔任副導演之後一直都是他的好助手，黑澤明可以說是他的支柱；1951年40歲的本多正式升格成為導演。在他執導的生涯裡，本多導演總是笑臉迎人，2004年電影《哥吉拉 最後戰役》上映時，飾演波川玲子的女演員水野久美回憶道：「總是微笑、是非常溫柔的人。女演員們都說他是像佛像似的。」

## 電影生涯
1951年完成處女作《青珍珠》，1953年他導演戰爭片《太平洋之鷲》，和特技導演圓谷英二加入許多特殊效果。
1954年導演怪獸電影《哥吉拉》，一舉成名為世界大導演，而且在往後許多的怪獸特攝電影擔任導演，1957年《地球防衛軍》分銷給美國米高梅公司，1959年《宇宙大戰爭》和1961年的《摩斯拉》也分銷於哥倫比亞公司，1962年《金剛對哥吉拉》和1967年《金剛的逆襲》分銷於環球影業公司，1965年《怪獸大戰爭》分銷派拉蒙電影公司，創造多部電影外銷美國各大公司行業的大奇蹟。1971年导演《归来的奥特曼》
1970年代的電影作品減少，轉戰電視影劇，1975年他執導最後作品《鐵甲哥吉拉的逆襲》，之後就不再出任何電影，結束他24年來的電影導演生涯，再度成為黑澤明的副手。
拍攝哥吉拉時，他的說了一句名言：“怪獸生來太高、太壯、太重，那就是它們的悲劇。” 
1993年卒於東京。
2014哥吉拉 (2014年電影)中芹澤豬四郎即致敬本多豬四郎。

## 執導作品
| 公開年 | 作品名稱                              | 制作（配給） | 脚本                   | 主要演員 | 上映時間等                   |
| ------ | ------------------------------------- | ------------ | ---------------------- | --- | ---------------------------- |
| 1951年 | 青珍珠                                | 東寶         | 本多豬四郎             | 池部良、島崎雪子、浜田百合子、志村喬                                                                                           | 99分/黑白片                  |
| 1952年 | 南國之肌                              | 東寶         | 本多豬四郎             | | 95分/黑白片                  |
| 1952年 | 一個來港口的人                        | 東寶         | 成沢昌茂、本多豬四郎   | | 89分/黑白片                  |
| 1953年 | 續思春期                              | 東寶         | 井手俊郎、梅田晴夫     | | 89分/黑白片                  |
| 1953年 | 太平洋之鷲                            | 東寶         | 橋本忍                 | 大河内傳次郎、三船敏郎、三國連太郎、志村喬                                                                                     | 119分/黑白片                 |
| 1954年 | 再見了拉包爾 最後的戰鬥機             | 東寶         | 木村武、西島大、橋本忍 | 池部良、平田昭彥、岡田茉莉子、三國連太郎、根岸明美                                                                             | 106分/黑白片                 |
| 1954年 | 哥吉拉                                | 東寶         | 村田武雄、本多豬四郎   | 寶田明、河內姚子、平田昭彥、志村喬、中島春雄                                                                                   | 97分/黑白片                  |
| 1955年 | 戀化妝                                | 東寶         | 西島大                 | | 82分/黑白片                  |
| 1955年 | 老人                                  | 東寶         | 西島大                 | | 100分/黑白片                 |
| 1955年 | 獸人雪男                              | 東寶         | 村田武雄               | 寶田明、河內姚子、根岸明美、中村伸郎                                                                                           | 95分/黑白片                  |
| 1956年 | 年轻的树                              | 東寶         | 池田一朗、本多猪四郎   | | 92分/黑白片                  |
| 1956年 | 夜間中学                              | 大映         | 水木洋子               | | 44分/黑白片                  |
| 1956年 | 告别東京的人                          | 東寶         | 本多猪四郎             | | 61分/黑白片                  |
| 1956年 | 空中大怪獸拉頓                        | 東寶         | 木村武、村田武雄       | 佐原健二、白川由美、平田昭彥、小堀明男                                                                                         | 82分/彩色片                  |
| 1957年 | 祝這兩個人好運                        | 東寶         | 松山善三               | | 95分/黑白片                  |
| 1957年 | 離別茶道                              | 東寶         | 本多猪四郎、竹中弘祐   | | 62分/黑白片                  |
| 1957年 | 我胸部的彩虹不會消失                  | 東寶         | 若尾徳平               | | 第1部:67分,第2部:68分/黑白片 |
| 1957年 | 告別姐妹茶                            | 東寶         | 本多猪四郎、竹中弘祐   | | 67分/黑白片                  |
| 1957年 | 地球防衛軍                            | 東寶         | 木村武                 | 佐原健二、平田昭彥、白川由美、河內姚子、志村喬、藤田進、土屋嘉男、伊藤久哉、村上冬樹、哈樂德.康韋、中島春雄、手塚勝巳          | 88分/彩色片                  |
| 1958年 | 花嫁三重奏                            | 東寶         | 若尾徳平               | | 87分/黑白片                  |
| 1958年 | 美女和液体人                          | 東寶         | 木村武                 | 白川由美、佐原健二、平田昭彥、佐藤允、千田是也、小沢栄太郎、中丸忠雄                                                           | 87分/彩色片                  |
| 1958年 | 大怪獸巴朗                            | 東寶         | 關澤新一               | 野村浩三、園田亚侑美、千田是也、平田昭彥、松尾文人、中島春雄、手塚勝巳                                                         | 87分/黑白片                  |
| 1959年 | 小玉在打電話                          | 東寶         | 棚田吾郎               | | 87分/黑白片                  |
| 1959年 | 鐵腕投手 稻尾的故事                   | 東寶         | 蓮池義雄               | 稻尾和久、柳川慶子、白川由美、志村喬、浪花千榮子、江原達怡、藤原釜足、三原脩、中西太、豊田泰光等西鐵獅隊隊員                   | 106分/黑白片                 |
| 1959年 | 上司、下屬、同事                      | 東寶         | 沢村勉                 | 加東大介、久保明、水野久美、草笛光子                                                                                           | 89分/黑白片                  |
| 1959年 | 宇宙大戰爭                            | 東寶         | 關澤新一               | 池部良、安西鄉子、千田是也、土屋嘉男、高田稔                                                                                   | 98分/彩色片                  |
| 1960年 | 氣體人第一號                          | 東寶         | 木村武                 | 三橋達也、八千草薫、土屋嘉男、佐多契子、村上冬樹                                                                               | 91分/彩色片                  |
| 1961年 | 摩斯拉                                | 東寶         | 關澤新一               | 弗蘭基·堺、香川京子、小泉博、花生（伊藤惠美・伊藤由美）、伊藤傑瑞、上原謙、志村喬、平田昭彦                                    | 101分/彩色片                 |
| 1961年 | 真紅之男                              | 東寶         | 間藤守之               | 佐藤允、久保明、白川由美、原知佐子、田村奈巳                                                                                   | 89分/彩色片                  |
| 1962年 | 妖星哥拉斯                            | 東寶         | 木村武                 | 池部良、上原謙、白川由美、久保明、水野久美、平田昭彦、田崎潤、志村喬、太刀川寛                                                 | 88分/彩色片                  |
| 1962年 | 金剛對哥吉拉                          | 東寶         | 關澤新一               | 高島忠夫、佐原健二、藤木悠、有島一郎、平田昭彦、濱美枝、若林映子、田崎潤、中島春雄、手塚勝巳                                   | 98分/彩色片                  |
| 1963年 | 瑪坦戈                                | 東寶         | 木村武                 | 久保明、水野久美、小泉博、太刀川寛、土屋嘉男、佐原健二、八代美紀、天本英世、中島春雄、手塚勝巳、宇留木耕嗣                     | 89分/彩色片                  |
| 1963年 | 海底軍艦                              | 東寶         | 關澤新一               | 高島忠夫、藤山陽子、上原謙、田崎潤、小泉博、藤木悠、平田昭彦、佐原健二、小林哲子、天本英世、藤田進、高田稔                     | 98分/彩色片                  |
| 1964年 | 摩斯拉對哥吉拉                        | 東寶         | 關澤新一               | 寶田明、星由里子、小泉博、佐原健二、田島義文、田崎潤、藤田進、中島春雄、手塚勝巳                                               | 89分/彩色片                  |
| 1964年 | 宇宙大怪獸德古拉                      | 東寶         | 關澤新一               | 夏木陽介、藤山陽子、小泉博、中村伸郎、丹·尤馬、若林映子、田崎潤、藤田進、船戸順、河津清三郎                                    | 89分/彩色片                  |
| 1964年 | 三大怪獸 地球最大決戰                 | 東寶         | 關澤新一               | 夏木陽介、星由里子、小泉博、若林映子、花生、平田昭彦、佐原健二、志村喬、高田稔、中島春雄、広瀬正一、宇留木耕嗣                 | 93分/彩色片                  |
| 1965年 | 科學怪人對地底怪獸                    | 東寶         | 馬淵薫                 | 高島忠夫、尼克·亞當斯、水野久美、土屋嘉男、佐原健二、田崎潤、久保明、中村伸郎、中島春雄、古畑弘二                              | 90分/彩色片                  |
| 1965年 | 怪獸大戰爭                            | 東寶         | 關澤新一               | 寶田明、尼克·亞當斯、水野久美、土屋嘉男、沢井桂子、藤田進、佐原健二、志村喬、田崎潤、广瀬正一、中島春雄                        | 94分/彩色片                  |
| 1966年 | 科學怪人的怪獸 山達對蓋拉             | 東寶         | 馬淵薫、本多豬四郎     | 佐原健二、水野久美、拉斯湯伯林、田崎潤、中村伸郎、藤田進、田島義文、桐野洋雄、広瀬正一、中島春雄                               | 88分/彩色片                  |
| 1966年 | 啊嫁給我吧                            | 東寶         | 松山善三               | 加山雄三、内藤洋子、黒澤年男、澤井桂子、小林夕岐子、有島一郎、松本惠美、飯田蝶子、笠智衆、千石規子                             | 84分/彩色片                  |
| 1967年 | 金剛的逆襲                            | 東寶         | 馬淵薫                 | 寶田明、濱美枝、天本英世、堺左千夫、桐野洋雄、田島義文、广瀬正一                                                               | 104分/彩色片                 |
| 1968年 | 怪獸總進擊                            | 東寶         | 馬淵薫、本多豬四郎     | 久保明、小林夕岐子、愛京子、田崎潤、土屋嘉男、佐原健二、田島義文、桐野洋雄、安德魯・休斯、中島春雄                             | 89分/彩色片                  |
| 1969年 | 緯度0大作戰                           | 東寶         | 關澤新一、沃倫·劉易斯  | 寶田明、約瑟夫·科登、岡田真澄、平田昭彥、黒部進、理查德·傑克魯 、凱撒·羅梅羅、琳達·凯恩斯、帕特里夏·麥地那、黑木光海、中島春雄 | 89分/彩色片                  |
| 1969年 | 哥斯拉·迷你拉·加巴拉 全體怪獸大進擊   | 東寶         | 關澤新一               | 矢崎知紀、佐原健二、中真千子、天本英世、田島義文、堺左千夫、中島春雄                                                           | 70分/彩色片                  |
| 1970年 | 傑索拉·加尼美·卡美巴 決戰！南海大怪獸 | 東寶         | 小川英                 | 久保明、高橋厚子、土屋嘉男、佐原健二、小林夕岐子、斉藤丈宣、藤木悠、堺左千夫、中島春雄                                         | 84分/彩色片                  |
| 1975年 | 鐵甲哥吉拉的逆襲                      | 東寶         | 高山由紀子             | 佐佐木勝彥、爱智子、平田昭彥、中丸忠雄、睦五郎、佐原健二、内田勝正、麻理共恵、河合徹、森一成                                   | 83分/彩色片                  |

## 電視劇
- 超人力霸王傑克(1971年、第1・2・7・9・51話)
- 镜子超人(1972年、第1・2話)
- 流星人間ZONE(1973年、第3・4・12・13・18・19・23・24話)

## 未製作的作品
- 科學怪人大戰氣體人(1963年)
- 金剛對哥吉拉2(1963年)
- 科學怪人對哥吉拉(1964年)
- 蝙蝠俠對哥吉拉(1965年)
- 魯賓遜漂流記之金剛大戰伊比拉(1966年)

## 外部連結
- 本多豬四郎Work （页面存档备份，存于）（日語）
- The Official Ishiro Honda website (English version)[]
- Watch Films Links)
- 本多豬四郎在互联网电影资料库（IMDb）上的資料（英文）
- 日本電影數據庫（JMDb）上本多猪四郎 (Ishirō Honda)的資料（日語）